# Редактор Карк
«Редактор Карк» — повість українського письменника Миколи Хвильового, входить до складу збірки «Сині етюди».Твір є частиною літературної спадщини української літератури доби Розстріляного відродження і відображає соціально-політичні перетворення в Україні після Жовтневого перевороту. Повість зображує складний внутрішній конфлікт головного героя — редактора Карка, який не може знайти себе в післяреволюційному часі.

## Сюжет
Твір розпочинається з епіграфу, в якому використовуються два вірші: один Павла Тичини, а другий — Василя Олександровського. Оба вірші виражають розчарування в послереволюційному житті та відображають теми криз і втрат, що супроводжують цей період.
Основна дія розгортається навколо редактора на ім'я Карк, який працює в газеті великого міста, схожого на Харків. Спочатку він сидить за столом і тривожно дивиться на револьвер «бравнінг», згадуючи своє минуле, пов'язане з гімназією, революційними подіями та важкими часами для України. Його роздуми охоплюють теми історії, людських трагедій та байдужості до масових смертей, пов’язаних з революціями та війнами. Пізніше Карк вирушає прогулятися містом, яке стало для нього символом забутого минулого й невизначеного майбутнього.
Місто описується як брудне промислове середовище, що не зберегло своєї історії й культури. Під час прогулянки Карк розмірковує про Україну, її болі та перемоги, порівнюючи її з іншими країнами.
Текст переривається зверненням автора до читачів, де він висловлює сумнів, чи зможе хтось дочитати новелу до кінця. Він визнає, що багато з них, ймовірно, перебувають під впливом просвітянської літератури, яку він поважає, але не хоче наслідувати. Письменник підкреслює важливість творчості, на відміну від простого копіювання, і закликає читачів шукати новаторство та свіжі ідеї.
Далі Карк знову розмірковує про свій револьвер, що нагадує йому події революції 1917 року. У цей момент до нього приходить товариш Шкіц, член ЦК есерів, який приносить правки для газети і висловлює розчарування щодо політичної ситуації в Україні, зазначаючи, що поети не змогли захистити країну. Після цього редактор відвідує старшу жінку, хазяйку квартири, яка обурюється податками й незадоволена ситуацією в країні. Вона розповідає про своє минуле, зокрема про чоловіка, розстріляного за контрреволюцію. У вітальні також сидить Нюся, хвора на ревматизм, яка обговорює махновщину як трагедію інтелігенції Лівобережної України. Карк сидить біля неї і вони розмірковують про політичну ситуацію, при цьому за вікном чути гудіння міста.
У конторі, де Карк працює, він відчуває порожнечу й нудьгу, займається написанням передмови, хоча не бажає цього. Він згадує машиністку, доньку колишнього власника друкарні, та відчуває до неї повагу.
Редактор часто прогулюється містом, зустрічає знайомих і чує розмови про радянський шлюб. Одного разу він зустрічає чоловіка, який, ймовірно, є колишнім есером. Після цього Карк йде до церкви, де співають мелодії Леонтовича, а сам він думає про майбутні автокефалії.
Карк часто проводить час з Нюсею, а також з українським діячем, який планує створити нову партію. Ідеї цього діяча виглядають романтичними, але реальність не така. Всі ці роздуми супроводжуються сумом та внутрішньою боротьбою. Місто продовжує жити своїм життям, але в душі Карка наростає злість і відчуття порожнечі через зраду та лицемірство людей. Редактор не може знайти своє місце в цій реальності, де інтелігенція втратила свої ідеали, а справжні цінності зруйновані. Його розмови з Нюсею про історію не приносять спокою, і він відчуває себе ізольованим. Його розмови з Нюсею про історію не допомагають, і він відчуває себе ізольованим. Карак намагається знайти спокій, але його думки повертаються до проблем сучасності. Зустрічає дівчат, які іронічно співають про комунізм, і Шкіца, який відмовився від старих ідеалів заради практичності. Весь цей час він відчуває біль і злість через знищення справжніх цінностей.
Текст знову переривається автором, котрий розмірковує над кінцем своєї новели, не знаючи, чим вона завершиться, і підкреслює свою свободу творчості. Він також пише в щоденнику про сучасну українську літературу, зазначаючи, що романтизм поступово відходить, і настає час реалізму, а потім натуралізму.
Карк вирішує знайти собі заступника і обговорює ситуацію з Нюсею та іншими персонажами. Він згадує про практику і життя в містах, зокрема про український народ, його боротьбу та революцію. Нюся висловлює свою любов до України та сумну прив'язаність до її трагедій. Вони разом розмірковують про минуле, включаючи козацтво та наслідки цього періоду. Карк переживає за майбутнє України, хоча і намагається утриматися від чітких висновків. Розмова переходить до більш особистих тем, зокрема про дитинство Нюсі на селі. В кінці Карк перебуває в роздумах, замкнувшись у кімнаті, намагаючись зрозуміти свої відчуття.Тут знову згадується бравнінг, що лежить у його столі, натяк на можливе самогубство головного героя, що підкреслює його внутрішній конфлікт і безвихідь.
У кінці знову з'являється автор, який звертається до читача. Він пояснює, що це щоденник Карка, і сам він лише переписує його для публікації.

## Персонажі
- Карк — головний персонаж, редактор газети. Він переживає за своє минуле, пов’язане з революцією і політичними змінами в Україні. Постійно розмірковує про історію, про болі країни та своє місце в ній. Відчуває безвихідь, ізоляцію і зневіру в майбутньому, що виражається через його внутрішні переживання та згадування важких подій.
- Нюся — молода жінка, хвора на ревматизм, мешкає разом з Карком у квартирі. Багато розмірковує про історичні події, зокрема про махновщину. Вона відображає трагедію інтелігенції Лівобережної України та має сумну прив'язаність до історії своєї батьківщини.
- Шкіц — член ЦК есерів, товариш так колега Карка. Розчарований політичною ситуацією в Україні та висловлює песимістичні погляди на революційні зміни, вважаючи, що поети не змогли захистити Україну.
- Хазяйка квартири — вдова, володіє квартирою, яку знімає Карк і Нюся. Матвій Самійлович її чоловік, якого, розстріляли за контрреволюцію.
- Автор — персонаж, який виступає як розповідач, перериваючи наратив і звертаючись безпосередньо до читача. Автор не просто переповідає події, а й активно коментує процес написання новели. Він також висловлює думки щодо становлення української національної літератури і наголошує на важливості творчої самобутності.

## Особливості повісті
Повість «Редактор Карк» має кілька важливих особливостей. Вона поєднує психологічні портрети героїв і соціальну критику. Головний герой, редактор Карк, переживає кризу ідентичності та моральних цінностей у постреволюційному суспільстві.
Твір експериментує з формою і стилем. Він має фрагментарну структуру, де сцени не завжди пов'язані між собою. Сюжет часто переривається авторськими вставками, що звертаються до читача. Це створює відчуття відчуження героя від реальності.
Особливою рисою повісті є використання авторської маски. Автор втручається в текст і безпосередньо звертається до читача, що порушує традиційну форму нарації. Цей прийом, що в повісті набуває особливої виразності, стане популярним лише в постмодернізмі, коли письменники почнуть активно експериментувати з текстом і розмивати межу між автором і героєм.
Соціальна критика проявляється через зображення постреволюційного суспільства. Повість показує, як ідеали та мрії руйнуються після революції. Місто, де живе Карк, стає символом цього занепаду. Воно втрачає свою велич і історичну пам’ять. Через монологи та діалоги з іншими персонажами повість розкриває трагедію життя в Україні того часу.

## Видання
- Редактор Карк // Микола Хвильовий. Сині етюди. Харків, 1923
- Редактор Карк // Микола Хвильовий. Твори. Том перший: Етюди. Харків, 1927
- Редактор Карк / Микола Хвильовий // Твори: У 2-х т.; упоряд. М. Жулинського та П. Майдаченка; передм. М. Жулинського. – К.: Дніпро, 1990. – Т. 1. – С. 136–154
- Редактор Карк // Микола Хвильовий. Сині етюди, Мультимедійне видавництво Стрельбицького, 2015
- Редактор Карк // Микола Хвильовий. Сині етюди, Серія Рідне, видавницство «Фоліо», 2022